# Informação nutricional

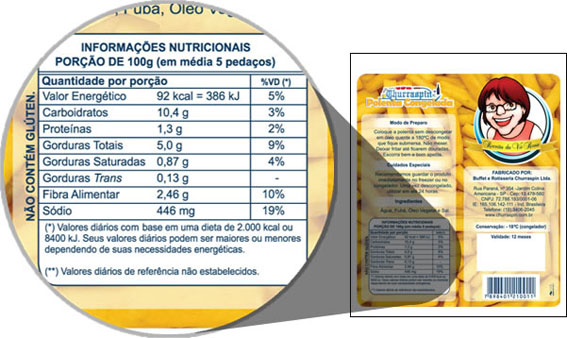
Exemplo de tabela de informação nutricional.

É chamada informação nutricional (em inglês: nutrition facts label; nutrition information panel), sendo também conhecida como rotulagem nutricional, a tabela de informações relativas às quantidades de vitaminas, sais minerais, gorduras, proteínas, fibras, entre outros, por porção, contida na maioria das embalagens de produtos. É utilizada para fornecer dados nutricionais que auxiliam na prática da alimentação saudável provinda de produtos industrializados.
Sua prática e usabilidade, bem como o conteúdo inserido em tais rotulagens, possuem diferenciais em vários países (como na Austrália, China, Estados Unidos e México).

## Objetivo
O intuito dessa ferramenta é deixar claro o que será consumido, expondo dados referentes a qualidade, quantidade, composição e os possíveis riscos para a saúde, que venham a ser gerados pelos alimentos, conforme encontra-se estabelecido no Código de Defesa do Consumidor.
As principais questões que fazem as pessoas lerem os rótulos, são problemas de saúde, prevenção de doenças, questões de religião, emagrecimento, curiosidades e comparações entre produtos e/ou marcas. Não obstante, existem dificuldades quanto a interpretação desta rotulagem, o que abrange a forma de apresentação, pouco destaque para a tabela nutricional, visual pouco atrativo, letras pequenas, informações complexas, entre outros fatores estruturais e de aparência.